# Лайпциг (окръг)
Окръг Лайпциг (на немски: Landkreis Leipzig) е окръг в регион Лайпциг, провинция Саксония, Германия. Заема площ от 1646.78 км2. Населението на окръга към 31 декември 2011 година е на 265 250 души. Гъстотата на население е 161 души/км2. Административен център на окръга е град Борна.

## Градове и общини
В състава на окръга има 20 града и 14 общини.

## Политика

### Окръжен съвет
Съставът на окръжния съвет от 8 юни 2008 година е следния (от общо 92 места):
| Политическа група                  | (%)  | Места |
| ---------------------------------- | ---- | ----- |
| CDU                                | 33.4 | 32    |
| Die Linke                          | 18.6 | 18    |
| SPD                                | 17.2 | 16    |
| Unabhängige Wählervereinigung (UW) | 13.0 | 12    |
| FDP                                | 7.0  | 6     |
| NPD                                | 4.7  | 4     |
| Съюз 90/Зелените                   | 3.1  | 3     |
| Bürger für Borna (BfB)             | 2.0  | 1     |